# Gare de Chaumont
Gare de Chaumont vasútállomás Franciaországban, Chaumont településen.

## Vasútvonalak
Az állomást az alábbi vasútvonalak érintik:
- Párizs–Mulhouse-vasútvonal
- Blesme-Haussignémont-Chaumont-vasútvonal

## Kapcsolódó állomások
A vasútállomáshoz az alábbi állomások vannak a legközelebb:
- Gare de Bar-sur-Aube
- Gare de Bologne
- Gare de Langres